# BFuCC Deutschland
Der BFuCC Deutschland war ein kurzlebiger Fußball- und Cricketverein aus Berlin. Er war einer der 86 Gründungsvereine des Deutschen Fußball-Bundes.

## Geschichte
Die Fußballer des BFuCC Deutschland nahmen am Spielbetrieb des 1897 gegründeten Verbandes Deutscher Ballspielvereine bzw. dessen Nachfolger, dem Verband Berliner Ballspielvereine teil, erreichten allerdings nie die höchste Verbandsspielklasse.
Auf der Gründungsversammlung des Deutschen Fußball-Bundes am 28. Januar 1900 in Leipzig wurde der Club durch den Funktionär Aßmus vertreten. Über die weitere Geschichte des Vereins ist nichts bekannt; die Spuren des Vereins verlieren sich in den 1900er Jahren.